# Arc Héré
O Arc Héré ou Porte Héré é um arco triunfal localizado na cidade de Nancy, França, no lado norte da Praça Stanislas. Foi projectado por Emmanuel Héré de Corny para homenagear o rei francês Luís XV e foi construído entre 1752 e 1755. A sua arquitectura é inspirada no Arco de Sétimo Severo de Roma. O Arco substituiu um antigo portão real construído sob o governo de Luís XIV; três baixos-relevos do antigo portão são apresentados no Arco.
O Arco exibe motivos de guerra e paz, com um lado com pontas de flechas e armaduras e o outro com espigas de trigo e cornucópias. O topo do Arco tem uma inscrição que diz: "HOSTIUM TERROR / FOEDERUM CULTOR / GENTISQUE DECUS ET AMOR" ("terror dos inimigos, fazedor de tratados e da glória e amor do seu povo"), referindo-se a Luís XV. Nas laterais da inscrição estão estátuas das divindades Ceres, Minerva, Hércules e Marte. Acima da inscrição está um acrotério que compreende estátuas douradas de Minerva, Pax (a deusa romana que personifica a paz) e Fama (a deusa romana que personifica a glória), todas em torno de um medalhão de Luís XV. Abaixo da inscrição estão três baixos-relevos de mármore retirados do antigo portal real antes da construção do Arco; eles foram mantidos pelas suas representações de Apolo, a quem Luís XV foi frequentemente comparado em imagens e arte.

## História
O medalhão de mármore branco original de Luís XV no topo do Arco foi destruído durante a Revolução Francesa. Foi rapidamente substituído por um medalhão de chumbo dourado, que foi retirado para preservação em 1830 durante a Revolução de Julho. Ele foi eventualmente substituído no Arco em 1852.
O Arco foi designado um monumento histórico em 1923. Faz parte do conjunto arquitetónico que compreende a Place Stanislas, a Place de la Carrière e a Place d'Alliance, que em 1983 foi declarada Património Mundial da UNESCO.